# Kathedraal van Troyes

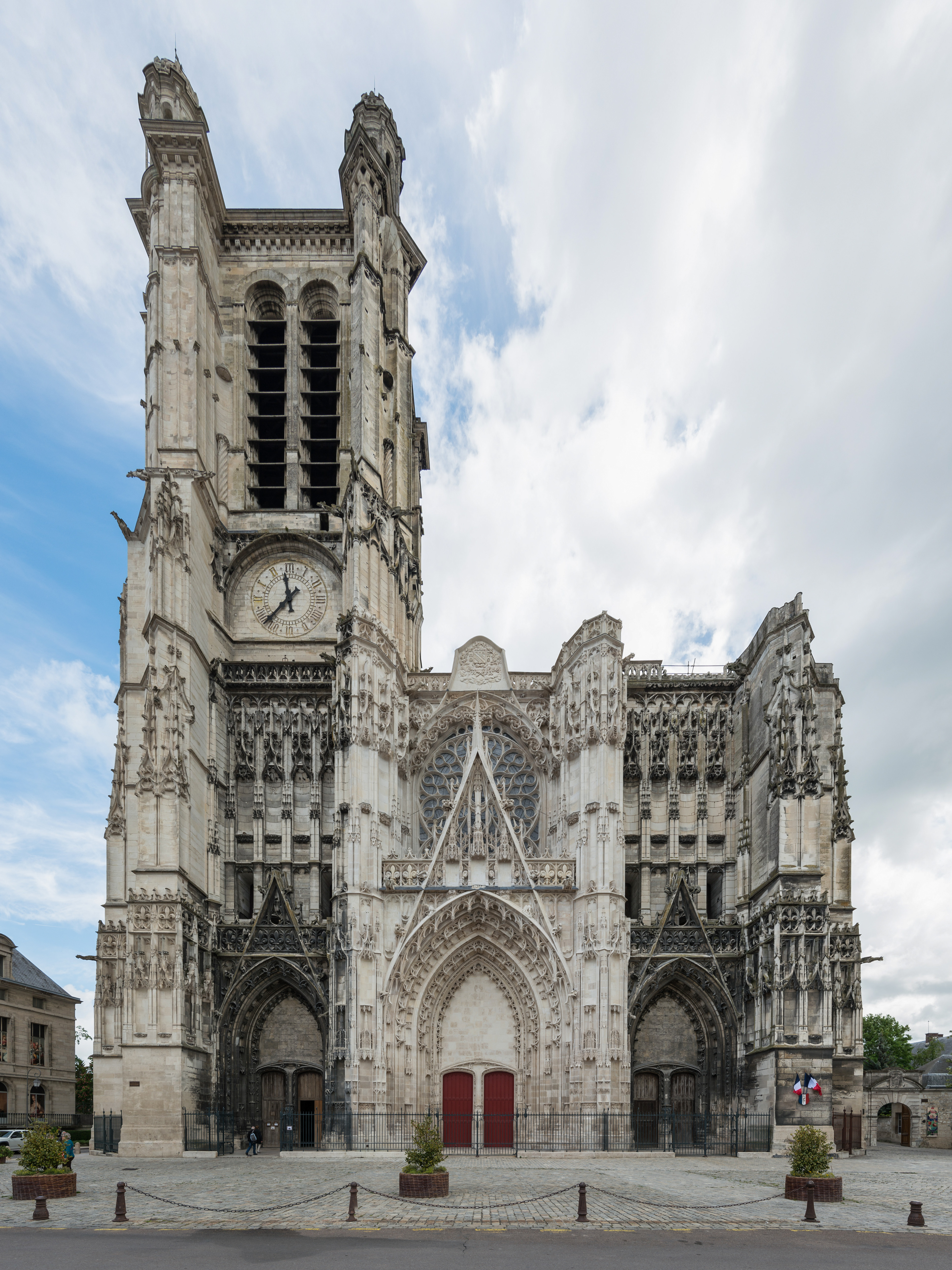
Westgevel van de kathedraal van Troyes

De Kathedraal van Troyes (in het Frans voluit: Cathédrale Saint-Pierre-et-Saint-Paul de Troyes) is het belangrijkste religieuze gebouw van de Franse stad Troyes. De kathedraal is gewijd aan de heilige apostelen Petrus en Paulus. De bouw van de kathedraal werd in 1208 aangevat en pas in de 17e eeuw afgewerkt, in gotische stijl. De kerk is de zetel van het bisdom Troyes in de Rooms-Katholieke Kerk.
In 1420 was de kathedraal de plechtige ontmoetingsplaats voor de ondertekening van het Verdrag van Troyes. Negen jaar later bezocht Jeanne d'Arc de kathedraal toen ze koning Karel VII begeleidde naar Reims.
Het bouwwerk werd als onroerend erfgoed beschermd en kreeg in 1862 de status van Frans geklasseerd monument historique.

## Afmetingen

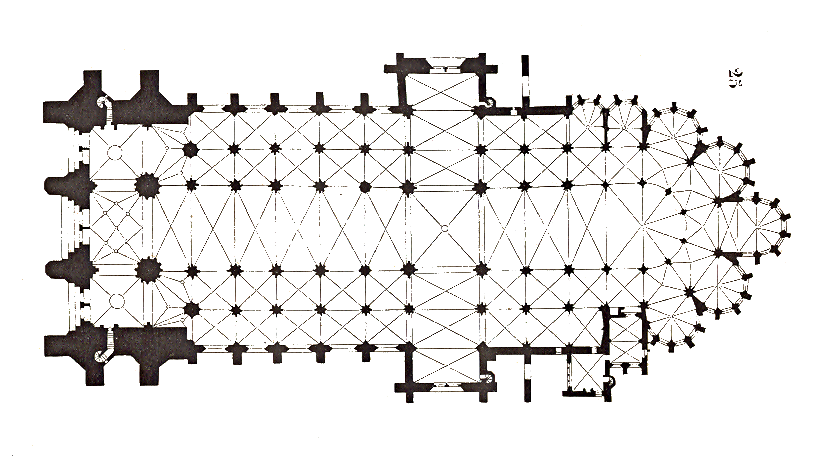
Plattegrond; enkele zijkapellen zijn niet afgebeeld

De totale lengte aan de buitenzijde bedraagt 114 meter, de toren is 62 m hoog. Het vijfbeukige schip heeft afmetingen van 55x36 meter. Het transept is 10 m breed en 50 m lang; het koor meet 42x40 meter. De kathedraal heeft drie roosvensters, elk met een doorsnee van 10 meter. In totaal telt de kathedraal 1500 m² aan glasramen.

## Galerij

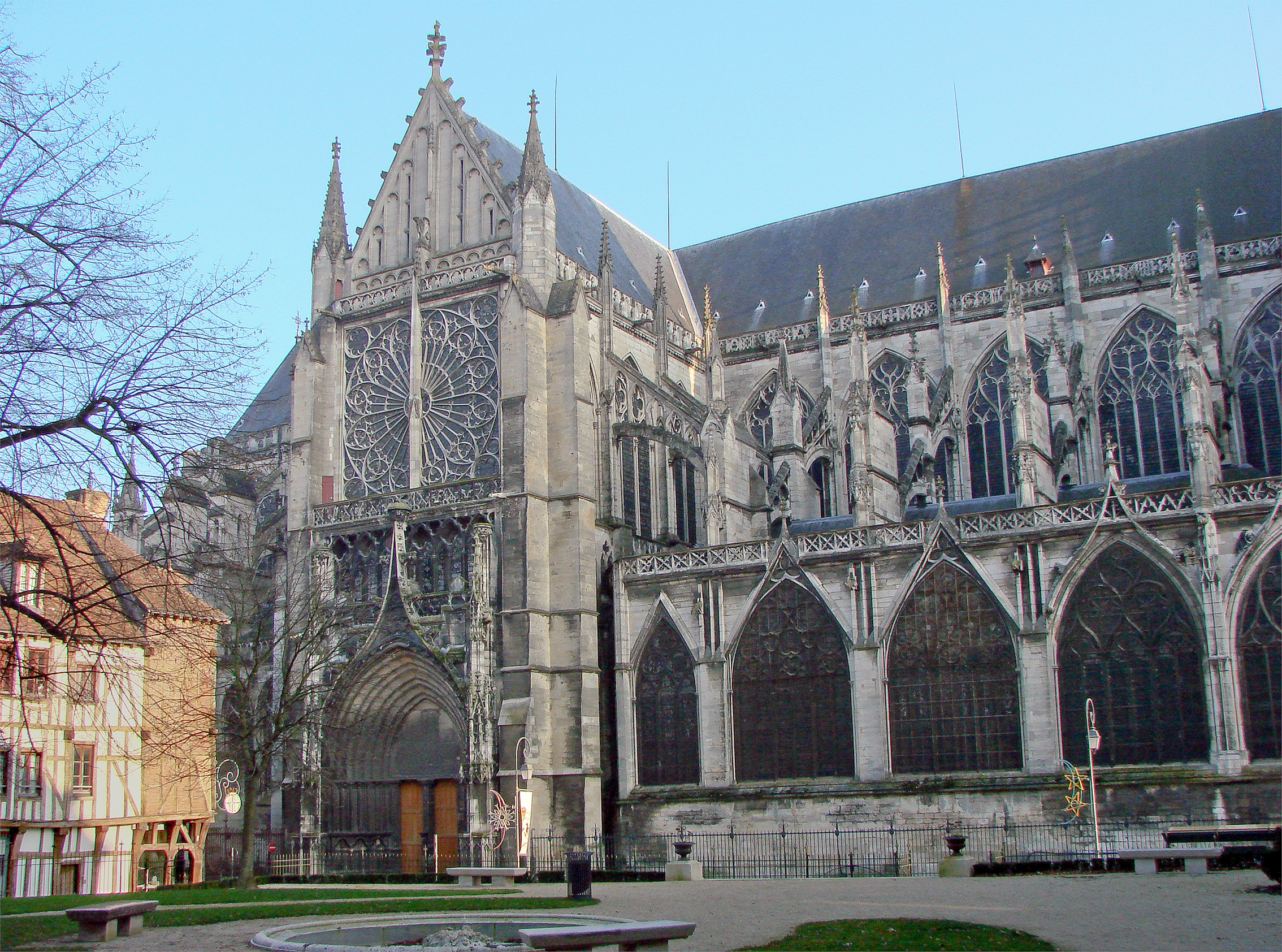
Noordzijde
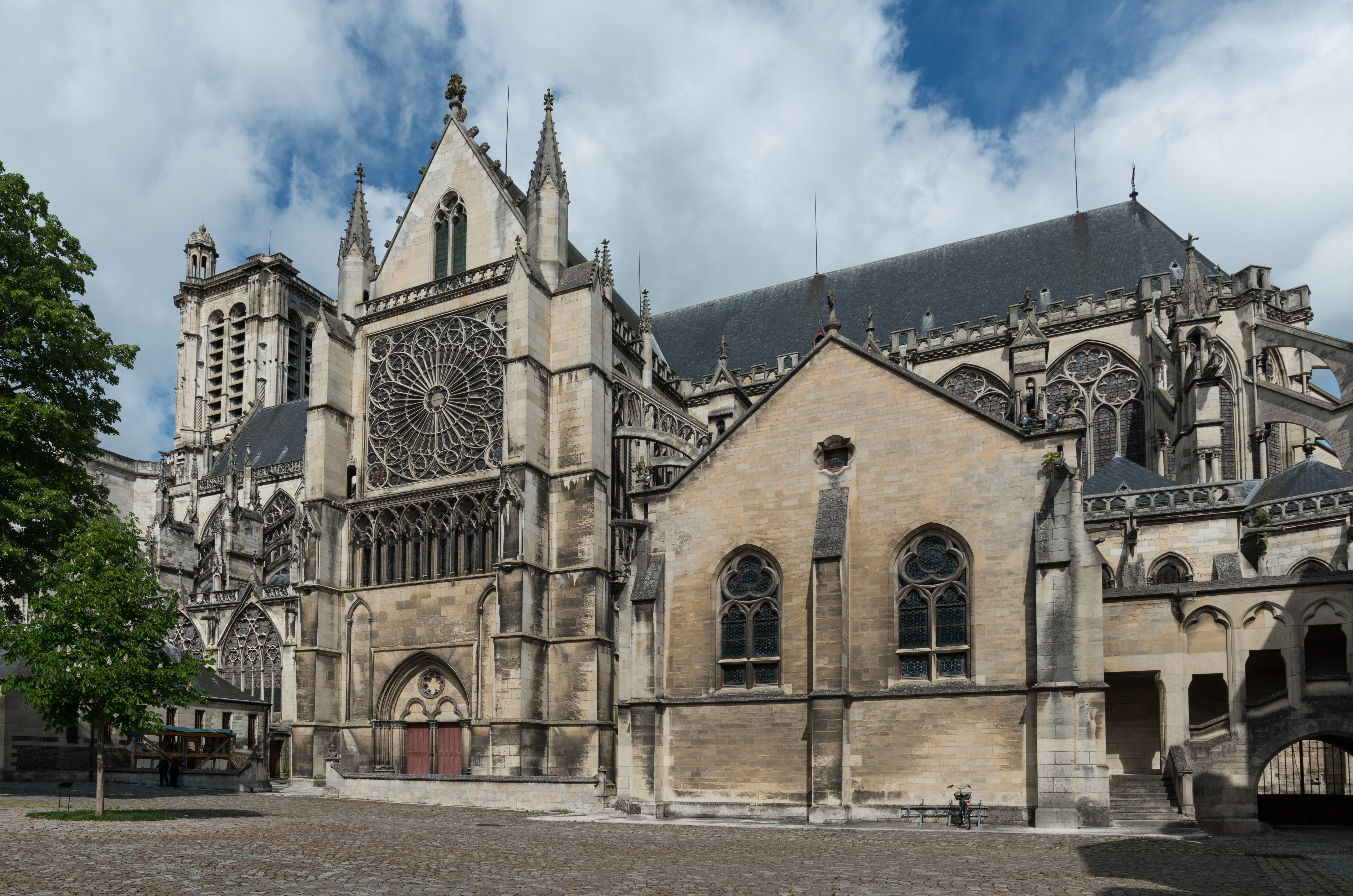
Zuidzijde
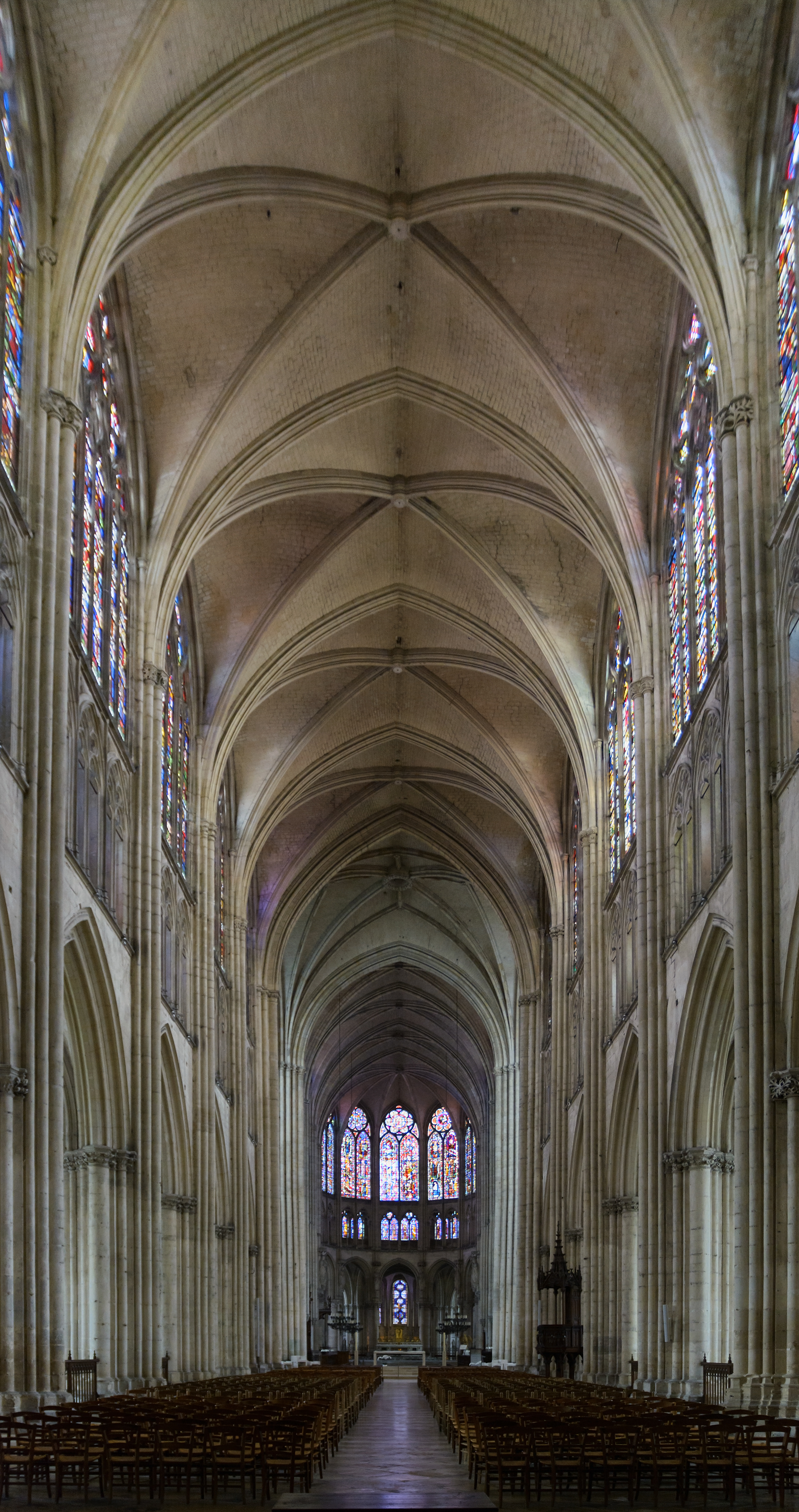
Interieur
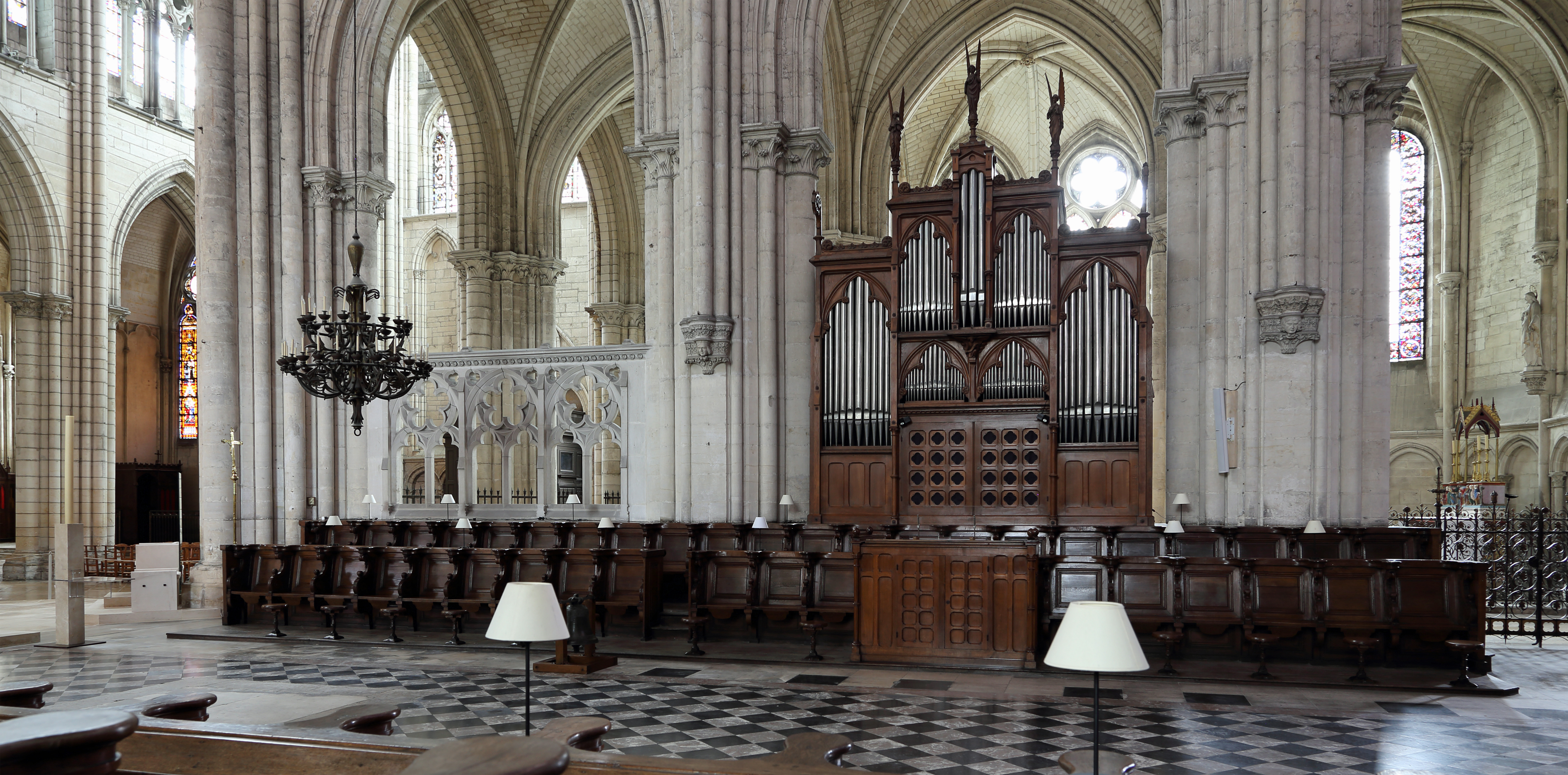
Koor met koororgel
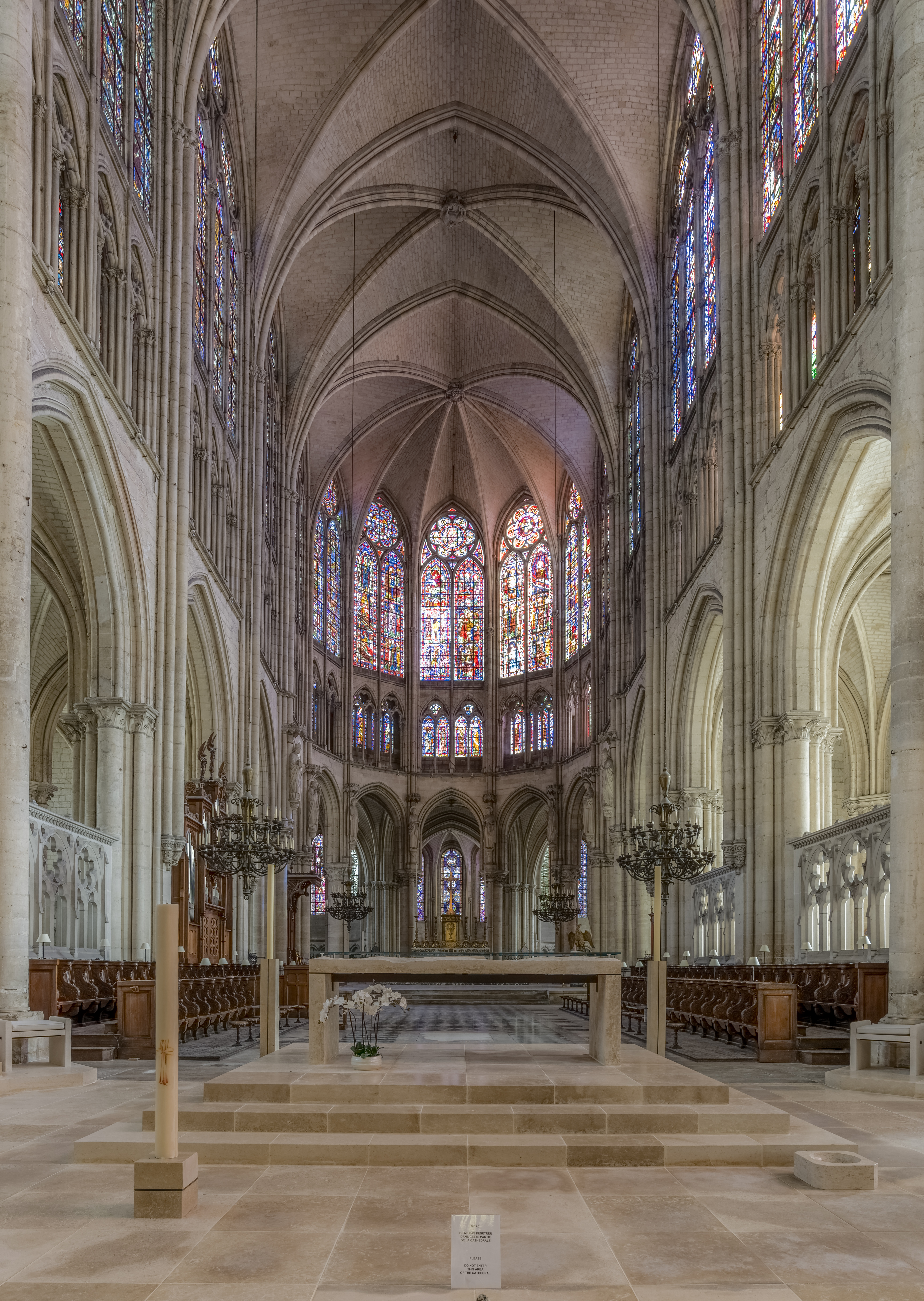
Altaar en koor
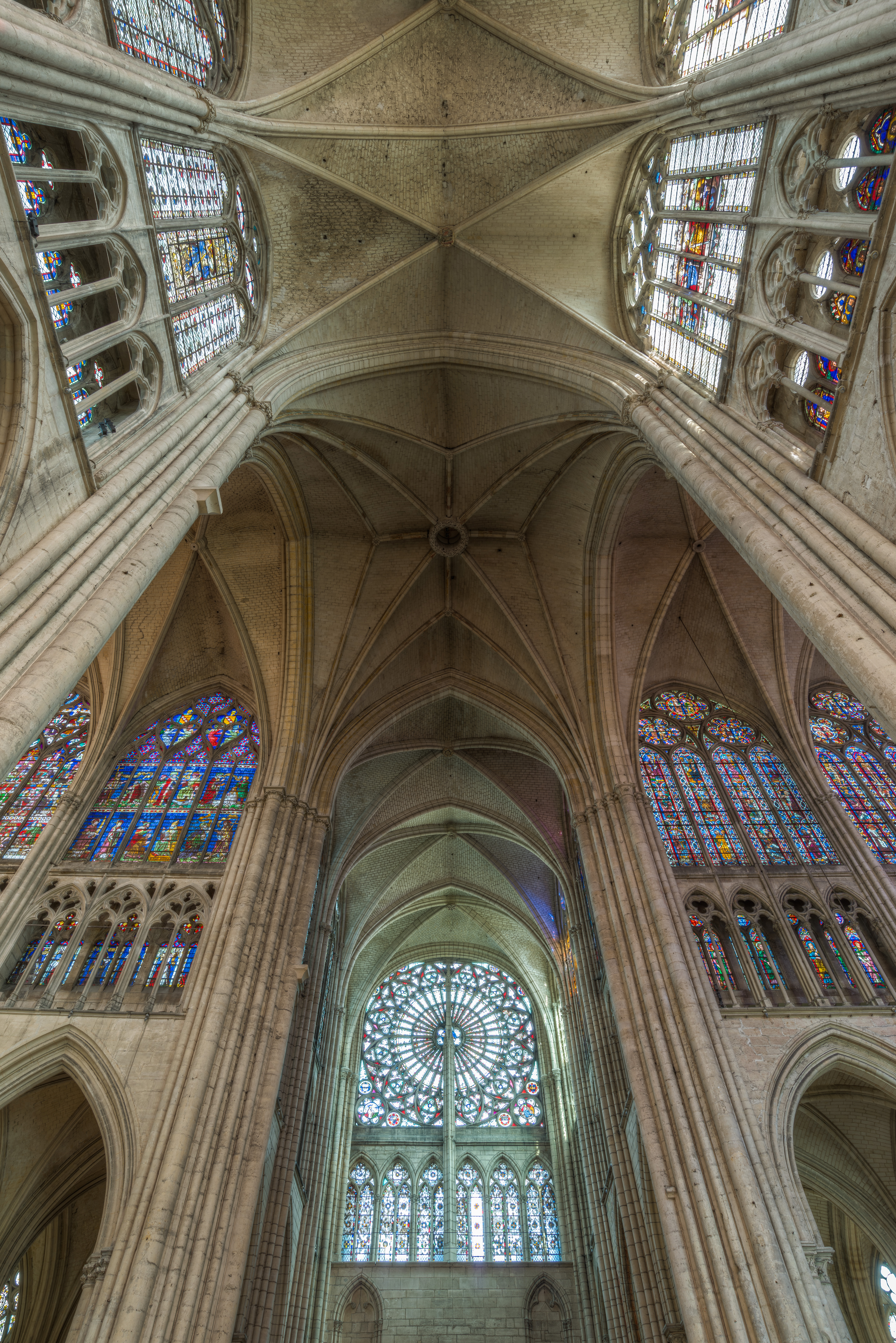
Kruising, gewelven
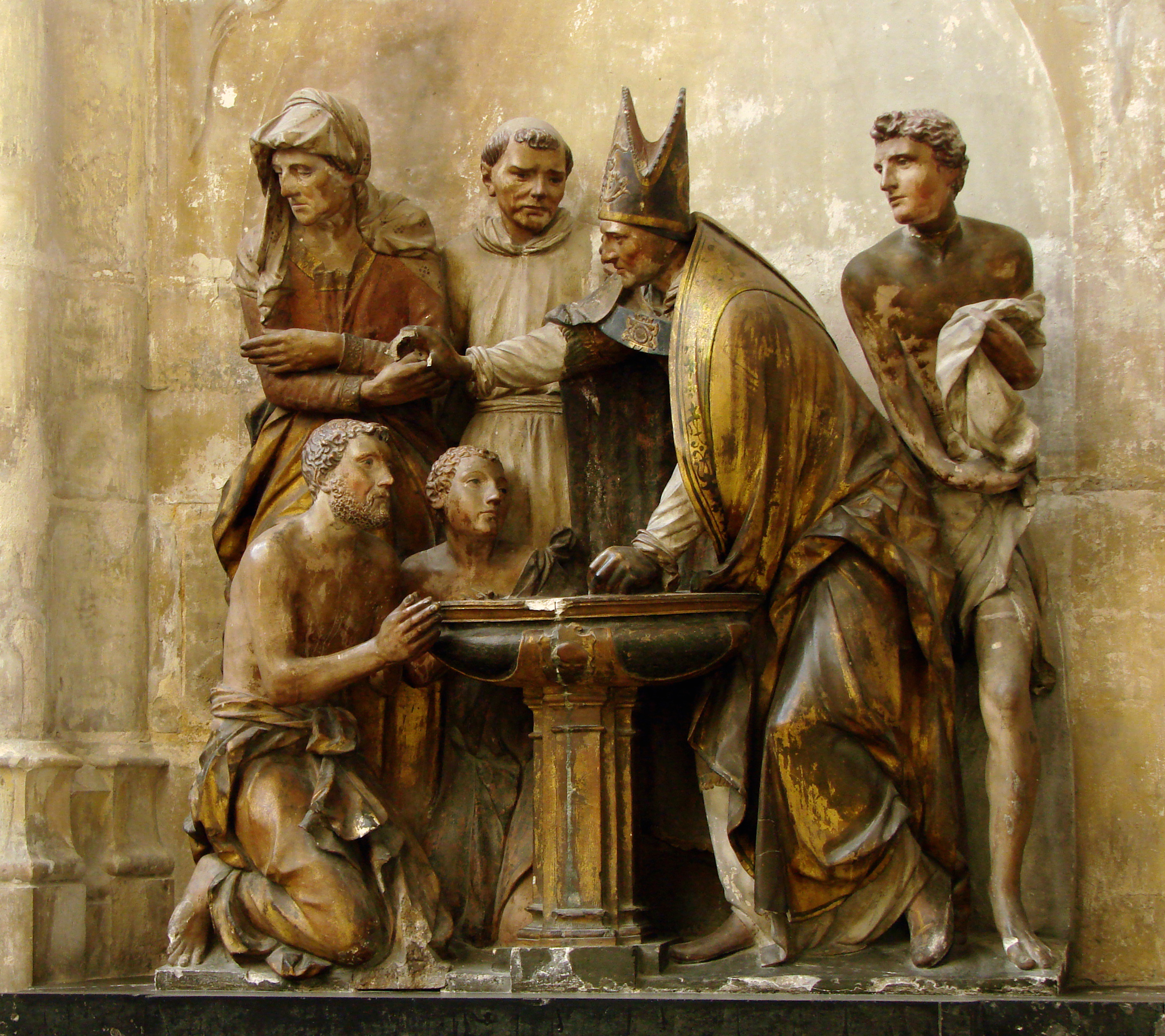
Sculptuur (1549), doop van St. Augustinus
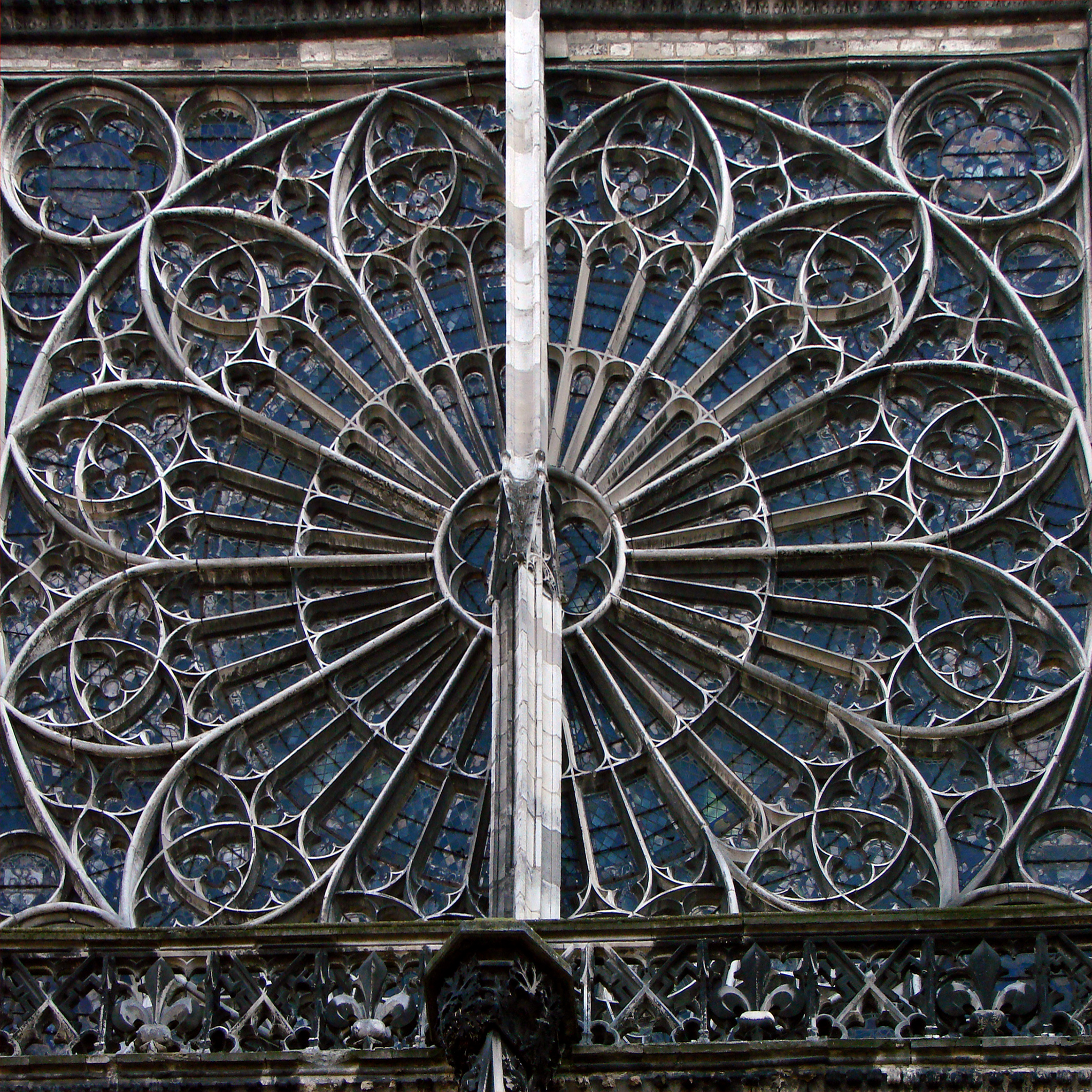
Roosvenster noordtransept; de naald (+/-1450) om de roos te steunen die dreigde in te storten, is duidelijk zichtbaar
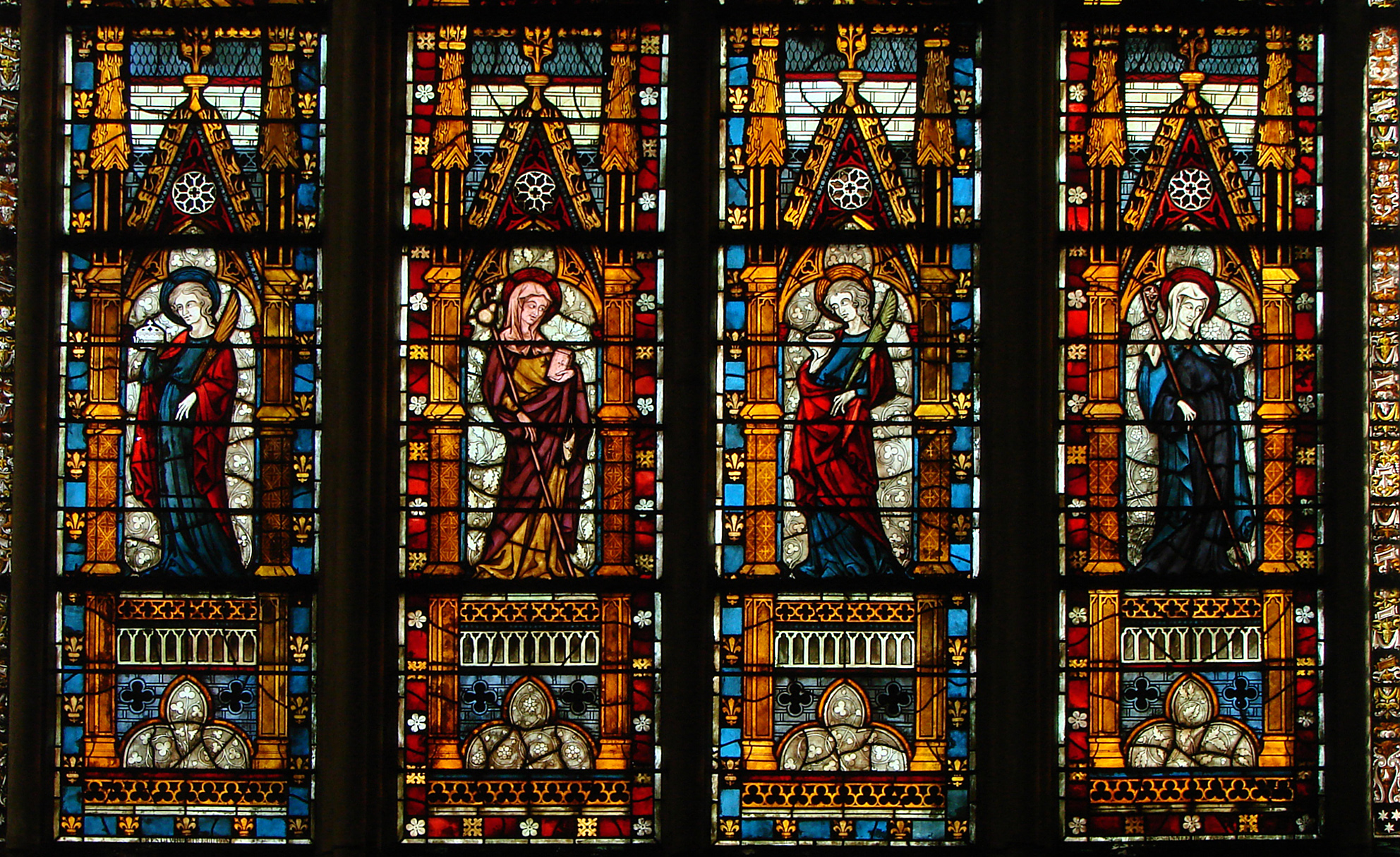
Middeleeuwse glas-in-loodvensters
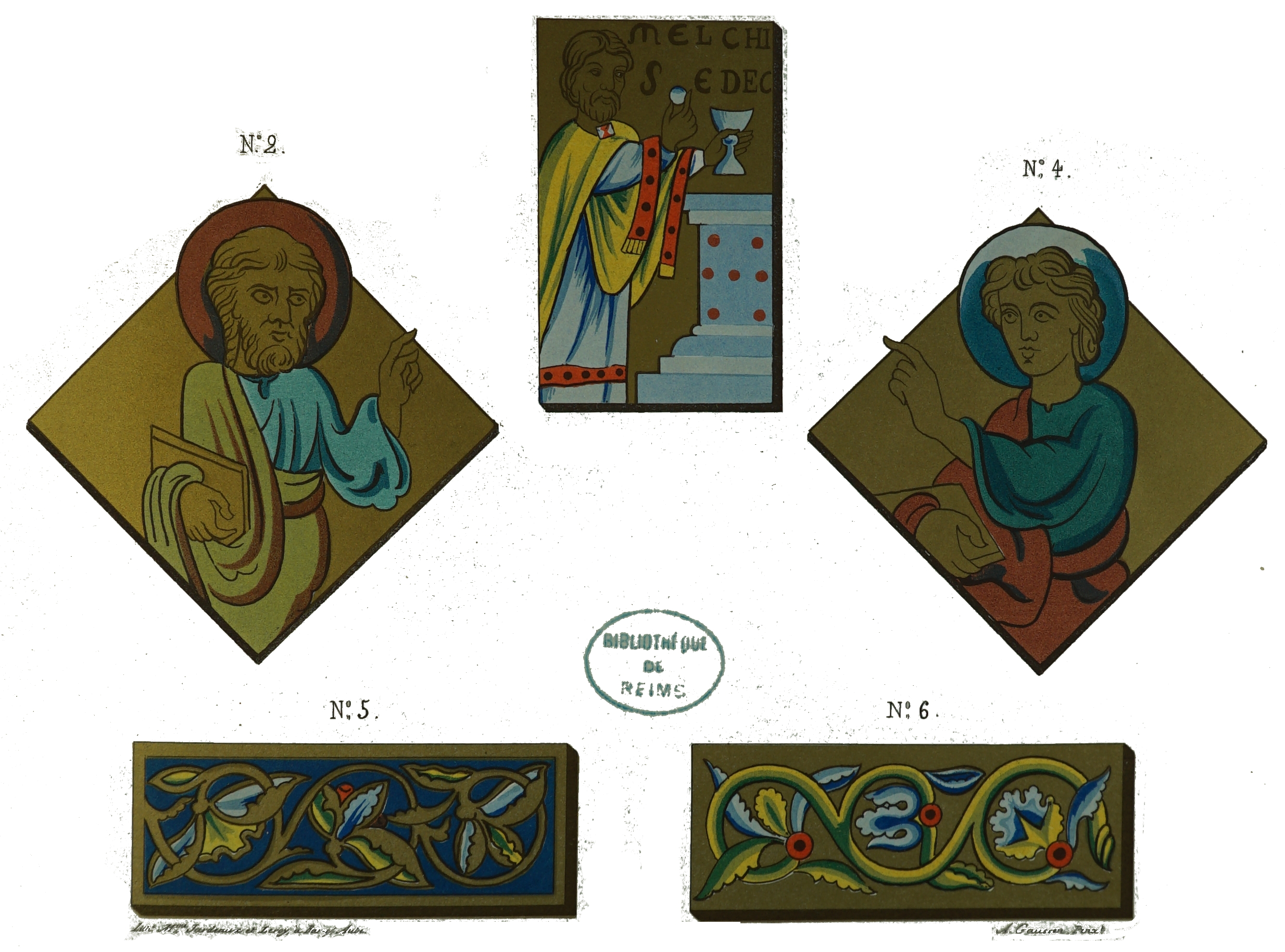
Email van graftomben van de graven van Champagne